# Фёлькерзам
Фёлькерзам (нем. von Fölkersahm) — род остзейского дворянства, который 17 октября 1620 года был внесён в матрикул курляндского дворянства.

## Титул
Члены этого рода в патентах на чины, грамотах на ордена и других официальных документах начиная с 1830 года именованы баронами. Определениями Правительствующего Сената, от 10 июня 1853, 4 октября 1854, 28 февраля 1862 годов, и Высочайше утверждённым, 22 января 1868 года, мнением Государственного Совета за курляндской дворянской фамилией фон Фёлькерзам признан баронский титул. Определением Государственного Совета, от 21 июля 1866 года, утверждён в баронском достоинстве действительный статский советник барон Теодор Георгиевич-Фридрихович фон Фелькерзам.

## Герб
Герб рода Фёлькерзам изображает колесо с выломленными спицами. Традиционное описание герба гласит, что в серебряном поле изображается червлёное колесо [телеги] о одиннадцати спицах, 12-я спица и верхняя часть обода выломана. Над щитом дворянский шлем с короной. В нашлемнике восстающий дикий человек, держащий ель на плече. Намёт: червлённый с серебром.
Изначально указывалось четыре спицы, причём выломленная часть обода помещалась внизу. В различные эпохи цвет поля и фигуры, а также количество спиц, разнились. Колесо могло быть целым, содержать, хотя и с выломом, 12 (11), 8 (7) или 6 (5) спиц.
Существует легенда, связывающая герб Фёлькерзамов со спасением некой высокопоставленной особы. Якобы кони в упряже кареты стали неуправляемы, разбушевались, и карете (точнее, её пассажирам) угрожала серьезная опасность. Находившийся рядом молодой человек, не растерявшись, схватил карету за колесо, выломав в нем спицы, и сумел остановить экипаж. В память об этом поступке ему было пожаловано дворянство, а колесо с выломанными спицами помещено в герб барона.

## Персоналии
- Фёлькерзам, Отто Фридрих фон (1641—1705) — военный и государственный деятель Речи Посполитой. Воевода черниговский (1685—1696) и инфлянтский (1696—1705), сенатор.
- Вилим Вилимович фон Фёлькерзам (1710—1770-е) — генерал-аншеф артиллерии, участник Семилетней войны.
- Карл фон Фёлькерзам (1716—?) — генерал-майор, из лифляндских дворян.
- Георг Фридрих (Егор Фёдорович) фон Фёлькерзам (1766—1848) — российский государственный деятель, тайный советник, гражданский губернатор Лифляндской губернии.
  - Амалия Георгиевна фон-Менгден (урождённая баронесса Фёлькерзам; 1799—1864) — фабрикантша, одна из первых женщин-предпринимателей в текстильной промышленности России.
  - Гамилькар фон Фёлькерзам (1811—1856) — председатель (нем. Landmarschall) законодательного собрания (ландтага) Лифляндской губернии. Был известен как «Ливонский Мирабо».
- Фёлькерзам, Ефим Павлович (? - 1810) - генерал-майор (c 1804), директор Тульского оружейного завода (1802-1805), кавалер ордена Святого Георгия (с 1807).
  - Густав Ефимович фон Фёлькерзам (1799—1849) — генерал-майор, член инженерного отделения Военно-учёного комитета, сын Ефима Павловича
    - Дмитрий Густавович фон Фёлькерзам (1846—1905) — русский морской офицер, контр-адмирал, сын Густава Ефимовича
- Елизавета Фёдоровна (Фредерика) фон дер Бринкен (1793—1872), мать П. А. Валуева.
- Арминий Евгеньевич фон Фёлькерзам (1861—1917) — генеалог, искусствовед, коллекционер, хранитель отдела драгоценностей Эрмитажа, художник.
  - Адриан фон Фёлькерзам (1914—1945) — германский разведчик-диверсант, штурмбаннфюрер СС (1945 посмертно). Родился в Санкт-Петербурге.
- Гамилькар Евгеньевич Фелькерзам (1854—1929) — брат Арминия Евгеньевича, общественный и политический деятель, член III и IV Государственных дум от Курляндской губернии.

## Породнённые роды
- Богомольцы